# Allium keusgenii
Allium keusgenii är en amaryllisväxtart som beskrevs av Reinhard M. Fritsch. Allium keusgenii ingår i släktet lökar, och familjen amaryllisväxter.
Artens utbredningsområde är Iran. Inga underarter finns listade i Catalogue of Life.